# Thamnium decompositum
Thamnium decompositum là một loài rêu trong họ Neckeraceae. Loài này được (Brid.) Kindb. mô tả khoa học đầu tiên năm 1902.